# Gare de Nuces
La gare de Nuces est une gare ferroviaire, fermée, de la ligne de Capdenac à Rodez. Elle est située route de Rodez à la sortie sud du village de Nuces, sur le territoire de la commune de Valady dans le département de l'Aveyron, en France.

## Situation sur le réseau
Établie à 483 mètres d'altitude, la gare fermée de Nuces est située au point kilométrique (PK) 290,864 de la ligne de Capdenac à Rodez, entre la gare de Marcillac (fermée) et la gare de Vanc (fermée), les deux gares encadrantes ouvertes sont les gares de Saint-Christophe et de Rodez.

## Histoire
La gare de Nuces est mise en service le 5 novembre 1860, lorsque la Compagnie du chemin de fer de Paris à Orléans (PO), met en service deuxième section, de Saint-Christophe à Rodez de sa Capdenac à Rodez.
Elle est fermée au service des voyageurs le 30 octobre 2006.

## Services aux voyageurs
Gare fermée sur une ligne en service.

## Patrimoine ferroviaire
Sont toujours présents l'ancien bâtiment voyageurs avec ses deux quais et une halle à marchandises avec son quai et sa voie de garage.